# Андріївка (Девладівська сільська громада)
Андрі́ївка — село в Україні, у Девладівській сільській громаді Криворізького району Дніпропетровської області. 
Населення — 237 мешканців.

## Географія
Село Андріївка розташоване на лівому березі Макортівське водосховище (річка Саксагань), вище за течією на відстані 3 км розташоване село Нова Зоря, нижче за течією на відстані 3,5 км розташоване село Мар'є-Костянтинівка.

## Історія
За даними на 1859 рік у власницькому селі Андріївка (Уськовка) Верхньодніпровського повіту Катеринославської губернії налічувалось 27 дворових господарств, у яких мешкало 283 особи (133 чоловічої статі та 150 — жіночої).До будівництва Макортівського водосховища Андріївка розташовувалась на обох берегах р.Саксагань і складалась із чотирьох окремих поселень. На правому березі Бубирівка і через невелику балочку вниз по течії Морозівка. На лівому березі Радсело (Білокрисівка) і через Холошину балку Дар"ївка( Чуйківка). Крім того. на лівому березі вверх по течії за балкою Злодійка були розташовані дев"ять хат. По обидва кінці села були переїзди через Саксагань, а посередині села між Бубирівкою і Морозівкою була кладка на лівий берег. Перед Бубирівкою колись був міст. але вода в водопілля його зруйнувала і був тільки Брідок. влітку пересихав. При паводках береги були практично ізольовані. Була дуже красива Церква. яку після революції зруйнували. На лівому березі на пагорбі був вітряк.
Станом на 1886 рік у селі Ордо-Василівської волості було 68 дворів, у яких мешкало 505 осіб, існувала православна церква та постоялий двір.
У 1908 році кількість мешканців зросла до 581 особи (461 чоловік та 120 жінок), налічувалось 84 дворових господарства.

## Населення

### Мова
Розподіл населення за рідною мовою за даними перепису 2001 року:
| Мова            | Відсоток |
| --------------- | -------- |
| українська      | 89,5 %   |
| російська       | 8,4 %    |
| інші/не вказали | 2,1 %    |